# Segundo Blanco
Segundo Blanco González (1899, Gijón - 1957, México) fue un destacado anarquista español y ministro de la República Española durante la guerra civil española.

## Biografía
Nació en 1899 en Gijón, una localidad de fuerte implantación anarquista. Trabajó en la construcción como maestro aparejador y completó estudios de Magisterio, aunque su temprana actividad militante no le permitió ejercer la docencia. Desde muy joven, se convirtió en uno de los militantes más destacados de la CNT de Asturias, en la que había una nutrida nómina de anarquistas de mérito encabezada por Eleuterio Quintanilla. Durante la Dictadura fue Secretario General de la Regional de Asturias, León y Palencia de la Confederación y dirigió su portavoz, Solidaridad.
Se encargó durante la dictadura de Primo de Rivera de mantener la estructura de la CNT en Asturias y en 1926 fue elegido Secretario General en sustitución del también asturiano Avelino González Mallada. Ese mismo año fue sustituido al frente de la Comité Nacional cenetista por Juan Peiró, después de que Segundo Blanco fuese detenido y torturado en diciembre de 1926 por el comandante Lisardo Doval, que tan triste fama adquirió en la represión de la Comuna asturiana de Octubre. Fue su primer ingreso en prisión, siendo de nuevo encarcelado en 1931 y 1934.
Proclamada la Segunda República, participó en el Congreso cenetista de 1931, donde presidió alguna de las sesiones, y al comenzar la guerra civil española presidió el Comité de Guerra de Gijón que ganó la ciudad para las fuerzas leales. Al poco de la creación el 6 de septiembre de 1936 del Consejo Interprovincial de Asturias y León, órgano de gobierno revolucionario en la región occidental del territorio republicano en el norte peninsular, fue nombrado Consejero de Industria, el 24 de diciembre de 1936, en sustitución de José Antonio Tourman Álvarez, permaneciendo en el cargo hasta la caída de Gijón, el 21 de octubre de 1937. También formó parte de la Comisión de Guerra una vez que éste se transformó en el Consejo Soberano de Asturias y León.
Consiguió escapar a Francia y pasó a Cataluña y, desde allí, se reincorporó a la lucha en Valencia, donde fue responsable de Defensa del Comité Nacional de la CNT. En abril de 1938 formó parte del gobierno de Juan Negrín ocupando la cartera de Instrucción y Sanidad. Su actividad como ministro estuvo marcada por la penuria de medios y la dificultad de atender los servicios básicos de una población que disminuía con cada retroceso del frente militar y en un territorio que se fracturaba constantemente.
Poco antes del término de la guerra el ministro Blanco regresó a la zona Centro. El 3 de marzo de 1939 aseguró a los comités anarquistas madrileños que Negrín no pretendía sustituir al coronel Casado (hecho demostrado documentalmente con posterioridad), y que el supuesto complot comunista propagado por casadistas y cenetistas era una invención sin fundamento. Desoídas sus advertencias se precipitaron los acontecimientos con el golpe de Casado y el colapso definitivo de la República.
Acabada la Guerra Civil, Segundo Blanco cruzó de nuevo los Pirineos y se instaló en la ciudad de Orleans. La invasión de Francia por los ejércitos de la Alemania nazi le llevó a residir en México, donde falleció en 1957. Durante su exilio se alineó con la fracción política del movimiento libertario, manteniendo por un tiempo su cargo en los gobiernos de Juan Negrín y defendiendo la unidad de acción con los partidos políticos, por lo que fue expulsado de la CNT.